# Дос Сантос, Эдсон Биспо
Эдсон Биспо дос Сантос (порт. Edson Bispo dos Santos, 27 мая 1935, Рио-де-Жанейро, Бразилия — 12 февраля 2011, Сан-Паулу, Бразилия) — бразильский баскетболист, бронзовый призёр Олимпийских игр в Риме (1960) и Токио (1964).
Начал профессиональную карьеру в клубе Васко да Гама, затем выступал за Коринтианс, Палмейрас и Hebraica.
В составе сборной Бразилии выиграл чемпионат мира по баскетболу 1959 года в Чили. Участвовал в трёх Олимпийских Играх: в Мельбурне (1956), Риме (1960) и Токио (1964), завоевав на двух последних бронзовые медали. Он также завоевывал серебро (1963) и дважды бронзу (1955 и 1959) на Панамериканских играх.
По окончании карьеры игрока перешёл на тренерскую работу, был наставником национальной сборной на чемпионате мира 1974 года и Панамериканских играх в 1967, 1971 и 1975 гг.